# 新家工業前站
新家工業前站（日语：／ Arayakogyomae eki */?）是位於石川縣江沼郡山中町（現時：加賀市山中溫泉）上原町，北陸鐵道山中線的鐵路車站（廢站）。

## 歷史
- 1933年（昭和8年）5月20日：溫泉電軌開設加賀鏈條前站[1]。
- 日期不詳：車站改名為新上原站（日语：／）。
- 1943年（昭和18年）10月13日：合併後成為北陸鐵道車站。
- 日期不詳：車站改名為新家工業前站。
- 1971年（昭和46年）7月11日：加南線全線廢除，此站也被廢除[1]。

## 車站構造
此站是地面車站，設有1面2線的島式月台。站內設有1條貨物側線。

## 現狀
路軌遺址變成了縣道擴寬用地和行人路。在側線遺址該處的道路比較寬闊。

## 相鄰車站
北陸鐵道
山中線
新塚谷－新家工業前－旭町

## 注腳
1. 1 2  今尾惠介. . 日本: 新潮社. 2008年10月18日: 27. ISBN 9784107900241.

## 相關項目
- 日本鐵路車站列表 A
- 新家工業（日语：新家工業）